# Gladiolus murgusicus
Gladiolus murgusicus là một loài thực vật có hoa trong họ Diên vĩ. Loài này được Mikheev mô tả khoa học đầu tiên năm 2004.